# شهرستان سونگ
شهرستان سونگ (به لاتین: Song County) یک شهرستان‌های جمهوری خلق چین در چین است که در لوئویانگ واقع شده‌است.